# 我12歲，你介意嗎？
《我12歲，你介意嗎？》（捷克語：V síti）是一部由芭波拉·查盧波娃（Barbora Chalupová）及維特·克魯薩克 (Vít Klusák) 執導的 2020 年捷克紀錄片，描述網路性犯罪的故事。影片紀錄了三名假扮成未成年女孩的女演員，在社群媒體上收到性犯罪者的訊息，以及試圖引誘她們，且開始傳送生殖器照片。 在影片上映後，這些性犯罪者引起警方關注，其中至少一人已被法院定罪  此片透過HitHit網路募資，共獲得300萬捷克克朗的資助。  本片在捷克獅獎中獲得2020年度最佳紀錄片。 

## 演員
- 泰瑞莎．泰茲卡
- 安娜茲卡．比達多娃
- 莎賓娜．德魯哈
- 維特．克鲁薩克

## 發行
該片於2020年2月27 日公開上映，成為迅速竄紅的捷克紀錄片 。校園公播版改以《Caught in the Net: Behind School》 （捷克語： 为名发布。 ）。 
未經審查版本則為《Caught in the Net 18+ 》於 2020 年 7 月 9 日線上首播。片中其中一位性侵犯者在此版上映前曾聯繫律師，試圖阻止未經審查的版本發佈。 

## 獎項
| 年份 | 评奖名称                             | 奖项       | 提名者                       | 結果 |
| ---- | ------------------------------------ | ---------- | ---------------------------- | ---- |
| 2020 | 捷克獅獎                             | 最佳紀錄片 | 不適用                       | 獲獎 |
| 2020 | 捷克獅獎                             | 最佳女主角 | 泰瑞莎．泰茲卡(Tereza Těžká) | 入圍 |
| 2020 | 捷克獅獎                             | 觀眾票選獎 | 不適用                       | 獲獎 |
| 2020 | 丹麥哥本哈根國際紀錄片影展 Dox:Award |            | 不適用                       | 入圍 |
| 2020 | 捷克電影攝影師協會                   | 最佳紀錄片 | 不適用                       | 入圍 |

## 外部連結
- 官方网站
- 互联网电影数据库（IMDb）上《我12歲，你介意嗎？》的资料（英文）